# Anonthobium fauveli
Anonthobium fauveli är en skalbaggsart som beskrevs av Renaud Maurice Adrien Paulian 1984. Anonthobium fauveli ingår i släktet Anonthobium och familjen bladhorningar.
Artens utbredningsområde är Nya Kaledonien. Inga underarter finns listade i Catalogue of Life.